# 绥中老窖
绥中老窖是遼寧绥中出产的一种白酒。源于1905年当地成立的“同源成烧锅”；1948年当地易手后，当局在其基础上成立绥中酒厂。除绥中老窖和绥中特酿浓香型白酒外，又开发出了兼香型白酒和保健药酒等新产品。1990年，辽宁省人民政府评选其为优质产品，为当时锦西市白酒行业中唯一的省优产品。